# 32e méridien est
En géographie, le 32e méridien est est le méridien joignant les points de la surface de la Terre dont la longitude est égale à 32° est.

## Géographie

### Dimensions
Comme tous les autres méridiens, la longueur du 32e méridien correspond à une demi-circonférence terrestre, soit 20 003,932 km. Au niveau de l'équateur, il est distant du méridien de Greenwich de 3 562 km,.
Avec le 148e méridien ouest, il forme un grand cercle passant par les pôles géographiques terrestres.

### Régions traversées
En commençant par le pôle Nord et descendant vers le sud au pôle Sud, Le 32e méridien est passe par:
| Coordonnées          | Pays, territoire ou mer | Notes |
| -------------------- | ----------------------- | --- |
| 90° 00′ N, 32° 00′ E | Océan Arctique          | |
| 80° 14′ N, 32° 00′ E | Norvège                 | Île Kvitøya, Svalbard |
| 80° 04′ N, 32° 00′ E | Mer de Barents          | |
| 69° 56′ N, 32° 00′ E | Russie                  | Oblast de Mourmansk République de Carélie Passe par le Lac Ladoga Oblast de Leningrad Oblast de Novgorod Oblast de Tver Oblast de Smolensk |
| 53° 48′ N, 32° 00′ E | Biélorussie             | |
| 53° 05′ N, 32° 00′ E | Russie                  | Oblast de Bryansk |
| 52° 01′ N, 32° 00′ E | Ukraine                 | |
| 46° 11′ N, 32° 00′ E | Mer Noire               | |
| 41° 33′ N, 32° 00′ E | Turquie                 | Sur 558 km. |
| 36° 22′ N, 32° 00′ E | Mer Méditerranée        | |
| 31° 25′ N, 32° 00′ E | Égypte                  | |
| 22° 00′ N, 32° 00′ E | Soudan                  | |
| 10° 39′ N, 32° 00′ E | Soudan du Sud           | |
| 3° 35′ N, 32° 00′ E  | Ouganda                 | |
| 0° 05′ S, 32° 00′ E  | Lac Victoria            | |
| 0° 15′ S, 32° 00′ E  | Ouganda                 | |
| 0° 18′ S, 32° 00′ E  | Lac Victoria            | |
| 2° 15′ S, 32° 00′ E  | Tanzanie                | Passe par le Lac Rukwa |
| 9° 04′ S, 32° 00′ E  | Zambie                  | |
| 14° 24′ S, 32° 00′ E | Mozambique              | |
| 16° 26′ S, 32° 00′ E | Zimbabwe                | |
| 21° 44′ S, 32° 00′ E | Mozambique              | |
| 24° 22′ S, 32° 00′ E | Afrique du Sud          | Mpumalanga |
| 25° 25′ S, 32° 00′ E | Mozambique              | Sur environ 11 km |
| 25° 31′ S, 32° 00′ E | Afrique du Sud          | Mpumalanga - sur environ 16 km |
| 25° 40′ S, 32° 00′ E | Mozambique              | |
| 25° 59′ S, 32° 00′ E | Eswatini                | |
| 26° 54′ S, 32° 00′ E | Afrique du Sud          | KwaZulu-Natal |
| 28° 53′ S, 32° 00′ E | Océan Indien            | |
| 60° 00′ S, 32° 00′ E | Océan Austral           | |
| 69° 04′ S, 32° 00′ E | Antarctique             | Terre de la Reine-Maud, revendiquée par la Norvège                                                                                         |